# 머큐리 세이블
머큐리 세이블(Mercury Sable) 또는 기아 세이블(Kia Sable)은 1985년부터 2009년까지 생산된 전륜구동 기반의 중형 및 대형 세단으로, 포드의 고급 자동차 사업부인 머큐리 브랜드의 중형 및 대형 자동차 모델이다. 근본이 같았던 형제차로는 포드 토러스, 포드 파이브 헌드레드, 링컨 MKS 등이 있었다. 직렬 4기통의 2,500 cc 듀라텍 엔진, V6 3,000 cc 듀라텍 엔진, V6 3,500 cc 듀라텍 엔진, V6 3,800 cc 듀라텍 엔진에 전륜구동과 4륜구동 방식을 사용하고 있다. 포드 토러스, 링컨 MKS와 같은 플랫폼, 엔진을 공유하며 변속기 형식은 4단 자동변속기, 5단 자동변속기, 6단 자동변속기가 장착된다. 중간에 공백기가 있었는데. 4세대 세이블의 경우 2005년에 중형 세단 모델의 후속 모델로 포드 퓨전의 형제차인 머큐리 밀란이 출시되었고 대형 세단 모델로는 같은 해인 2005년에 머큐리 몬테고가 출시되었다. 그러나 머큐리 몬테고의 후속 모델의 이름을 세이블로 정하여 포드 토러스와 함께 2007년 7월에 다시 출시되었으며, 6세대 토러스가 출시될 즈음인 2009년 5월에 후속 차종 없이 단종될 때까지 생산되었다. 이 때 5세대로 분류되었다.
대한민국에는 기아자동차가 포드와 제휴 관계를 맺었을 때 1세대 프라이드를 북미 시장에 수출하는 대가로, 기아자동차가 포드로부터 공식 수입 및 판매권을 받아 대한민국에 세이블을 판매한 적이 있다. 1989년부터 1996년까지 1세대와 2세대 세이블의 세단형을 OEM 방식으로 직수입하여 기아자동차의 브랜드로 판매했으며, 컬럼식 자동변속기가 장착되었던 미국 시장용 세이블과 달리 대한민국에 팔렸던 세이블에는 플로어체인지식 자동변속기를 적용했다.
3세대로 풀 모델 체인지를 앞두고 대한민국 판매가 종료됐으며, 동 시기에 포드가 1996년에 포드세일즈서비스코리아를 세우고 대한민국 직판 체제를 구축함에 따라 3세대 모델부터는 세이블의 형제차인 포드 토러스가 수입되어 2019년까지 대한민국에서 판매됐다. 또한 유지보수도 기아에서 포드세일즈서비스코리아로 이관됐다.
1세대와 2세대 세이블의 앞면에 장착되었던 라이트 바는 기아 프레지오 초기형의 디자인에 영향을 주었다.

## 갤러리

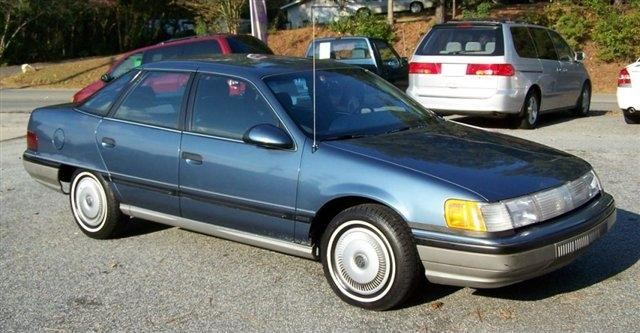
1세대 세이블 세단
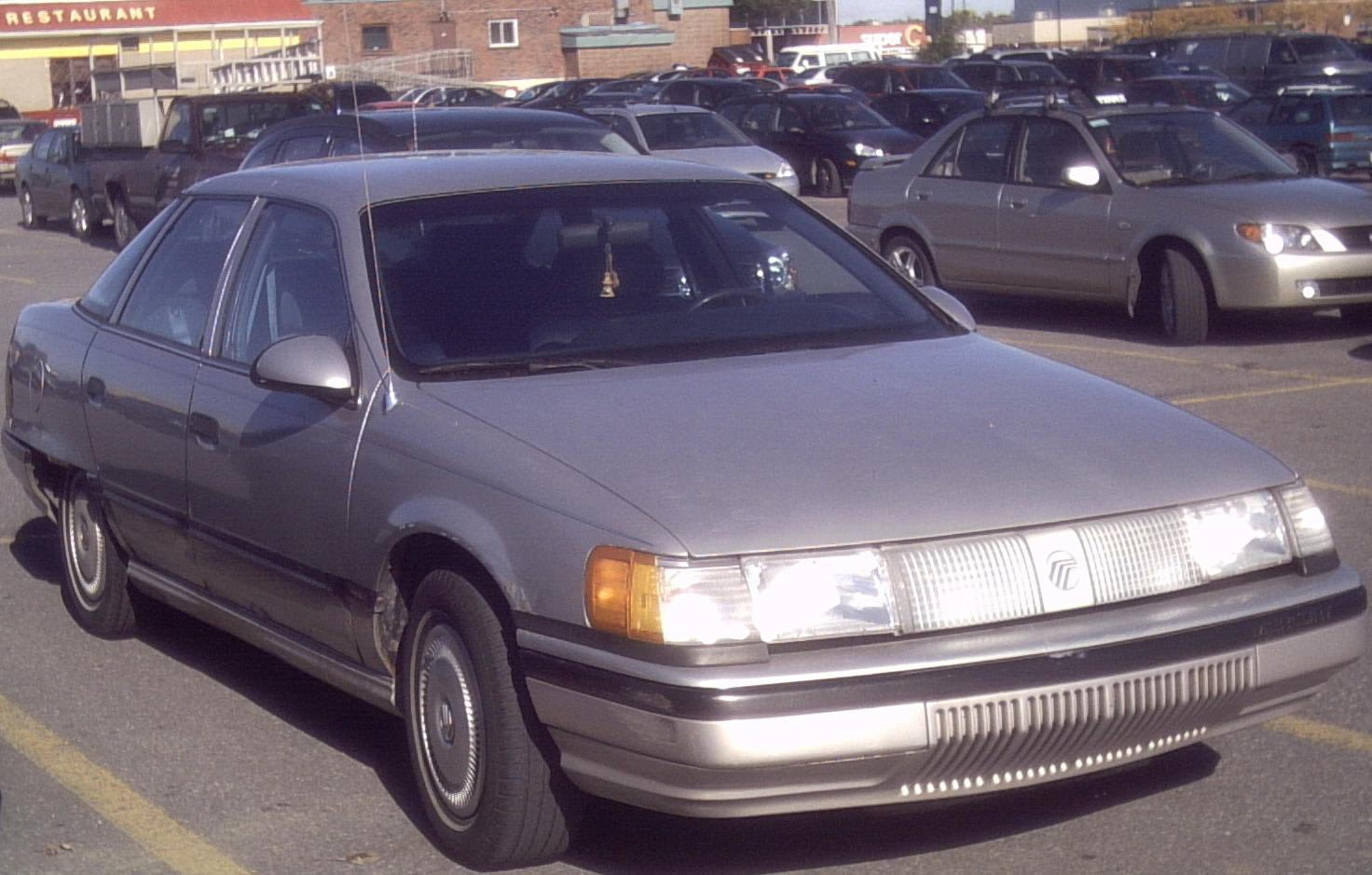
1세대 세이블 세단
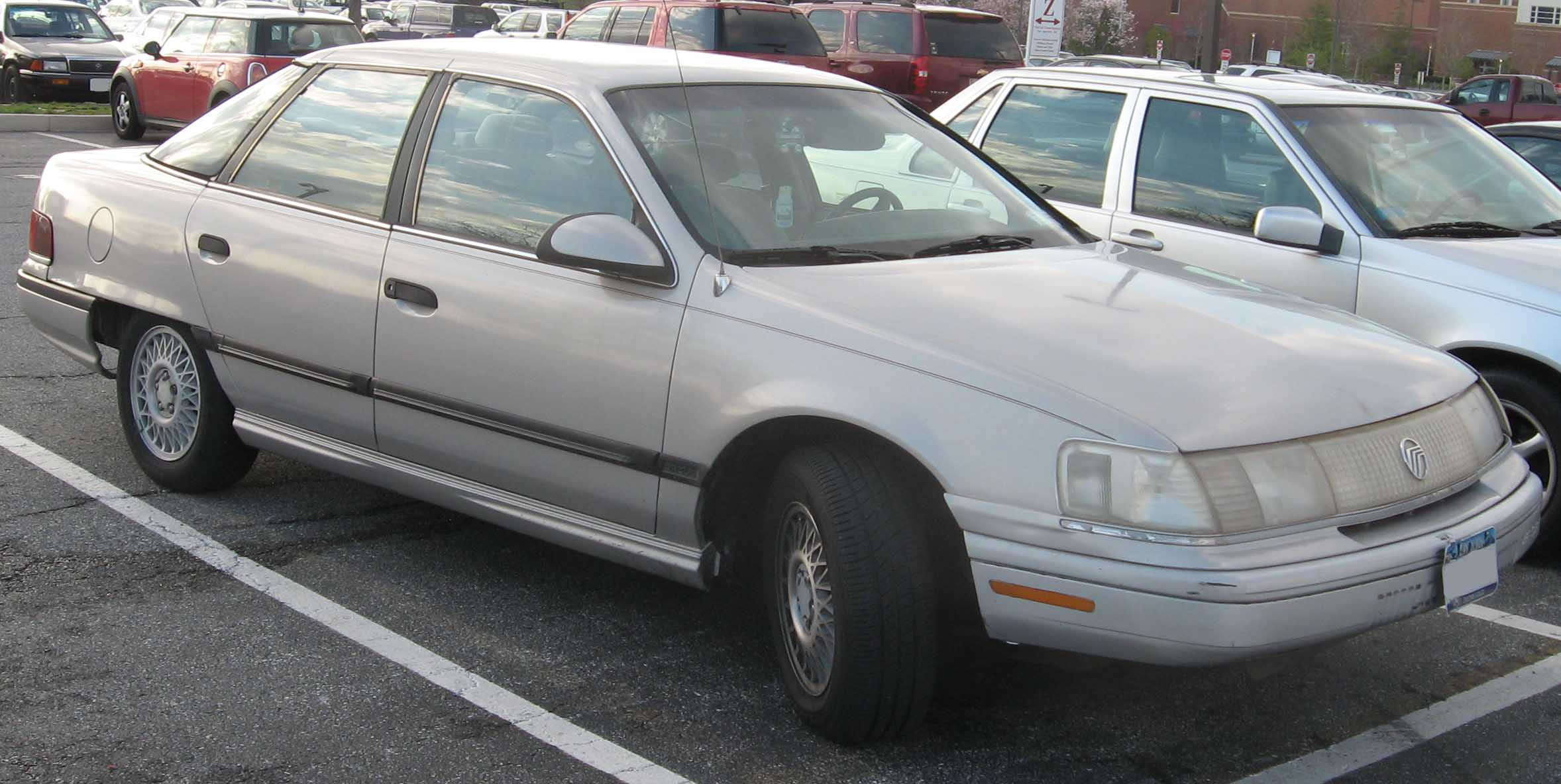
1세대 세이블 세단
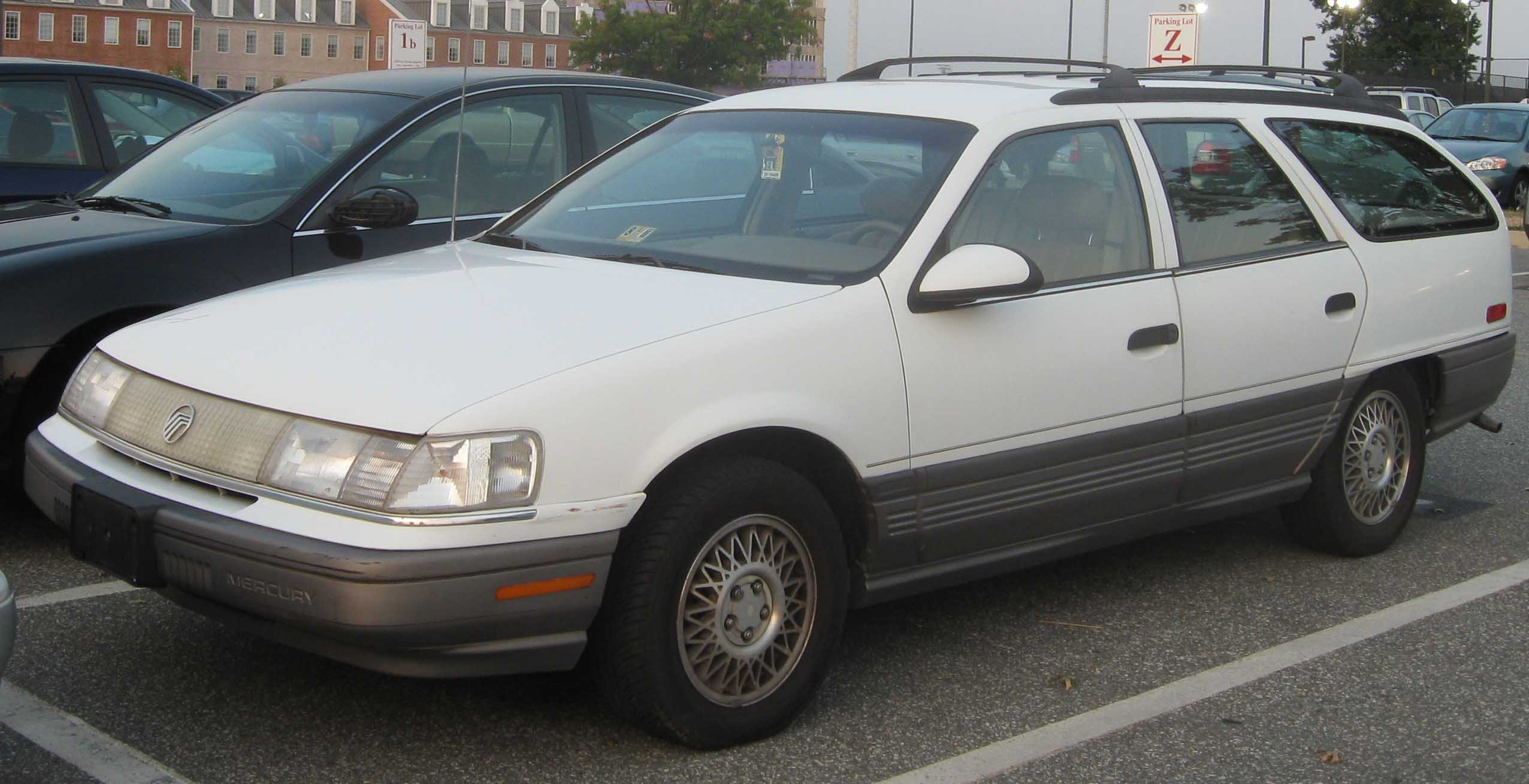
1세대 세이블 왜곤
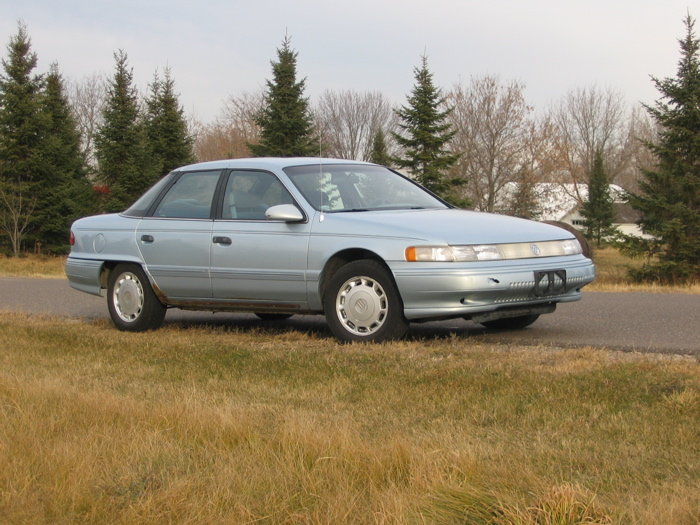
2세대 세이블 세단
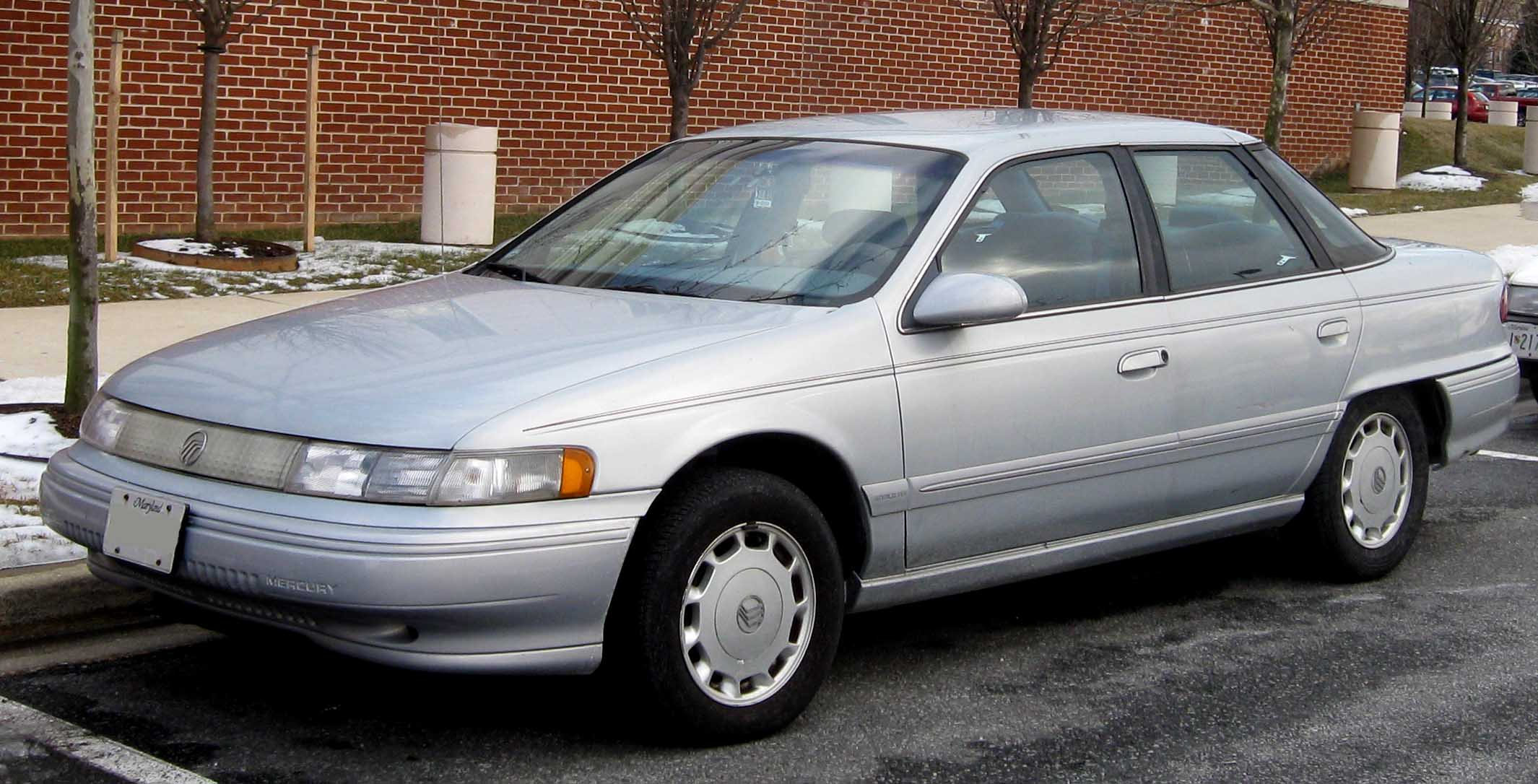
2세대 세이블 세단
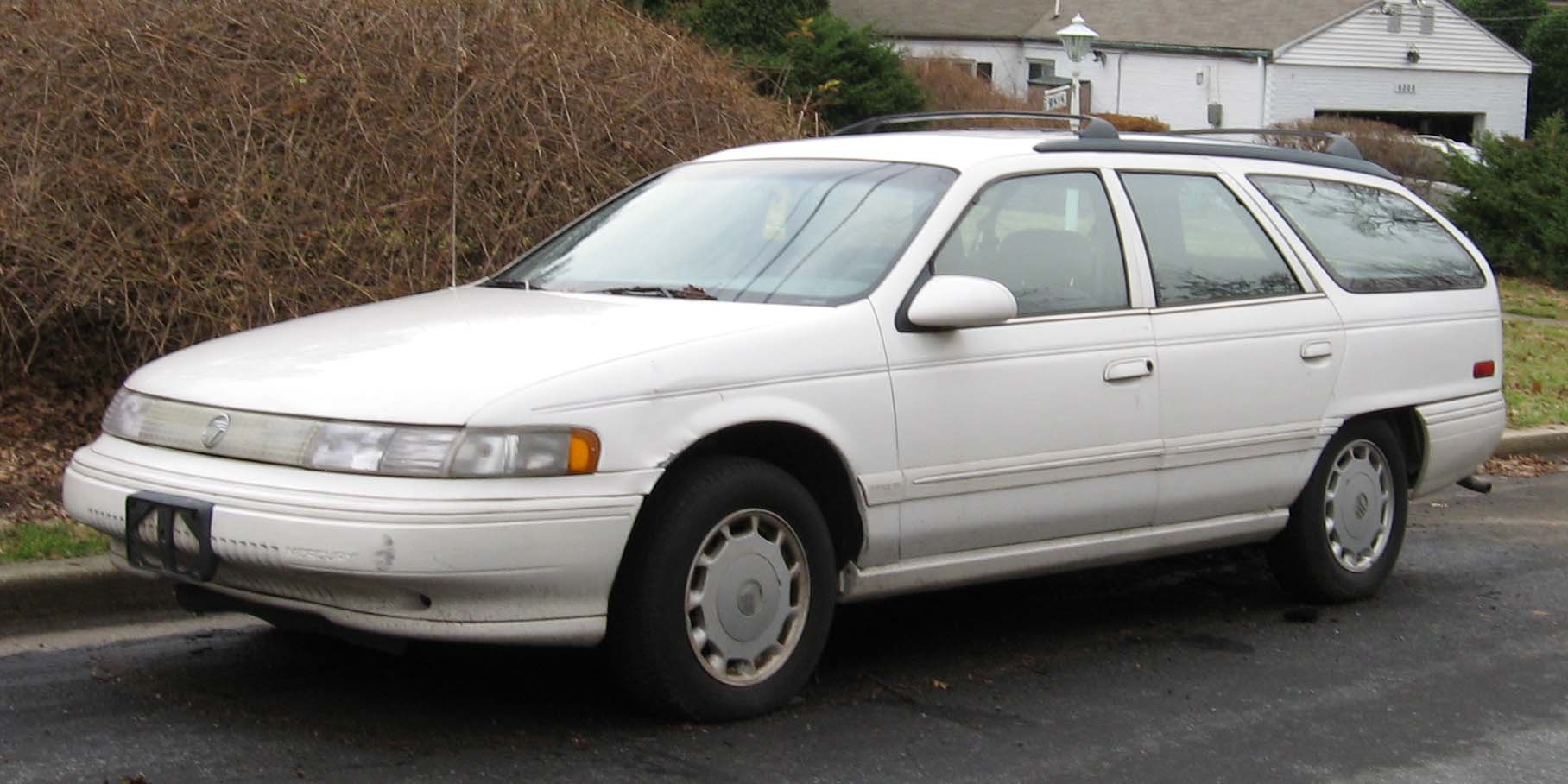
2세대 세이블 왜곤
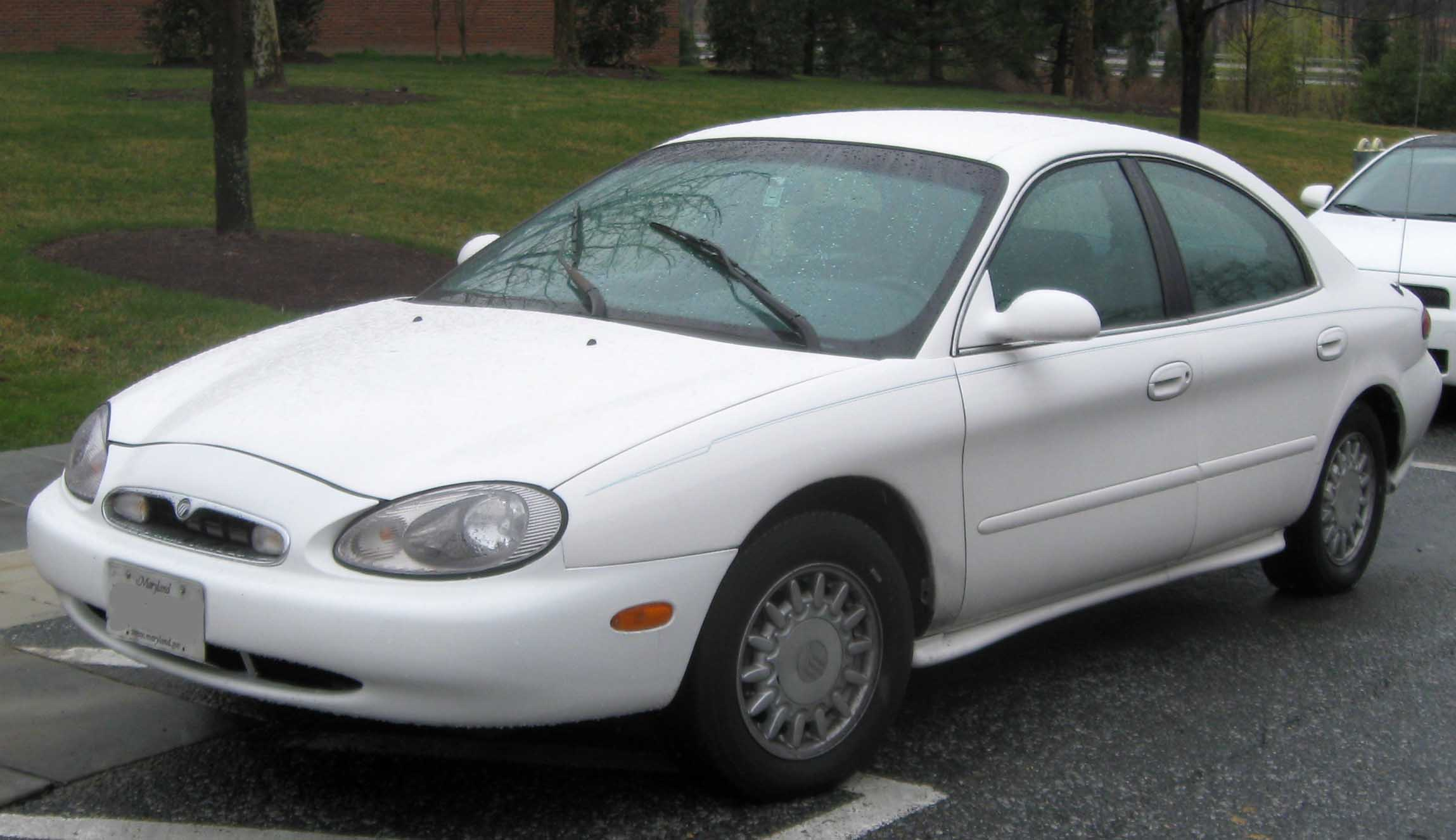
3세대 세이블 세단
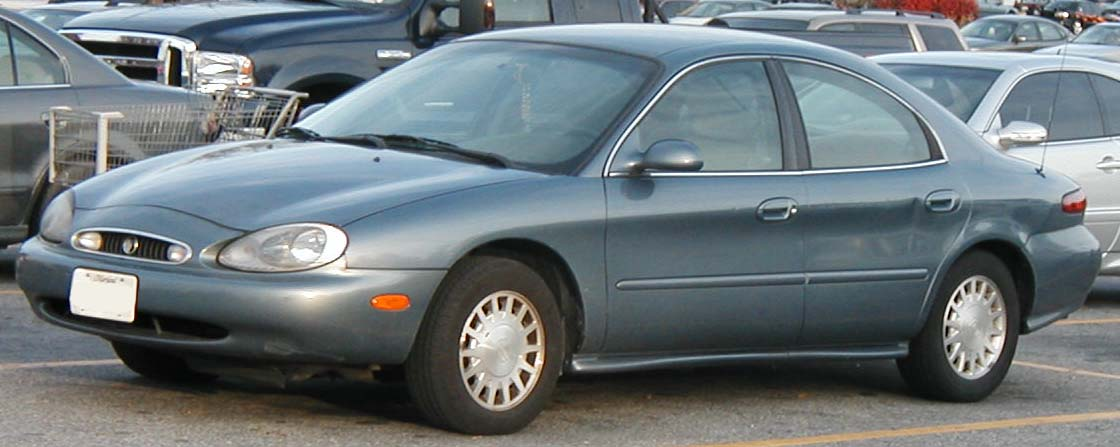
3세대 세이블 세단
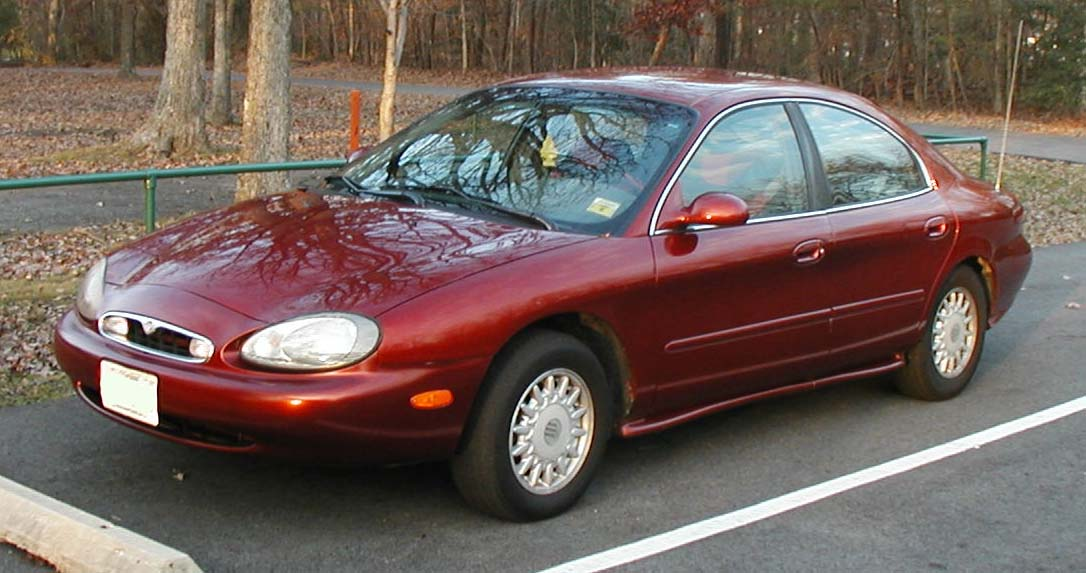
3세대 세이블 세단
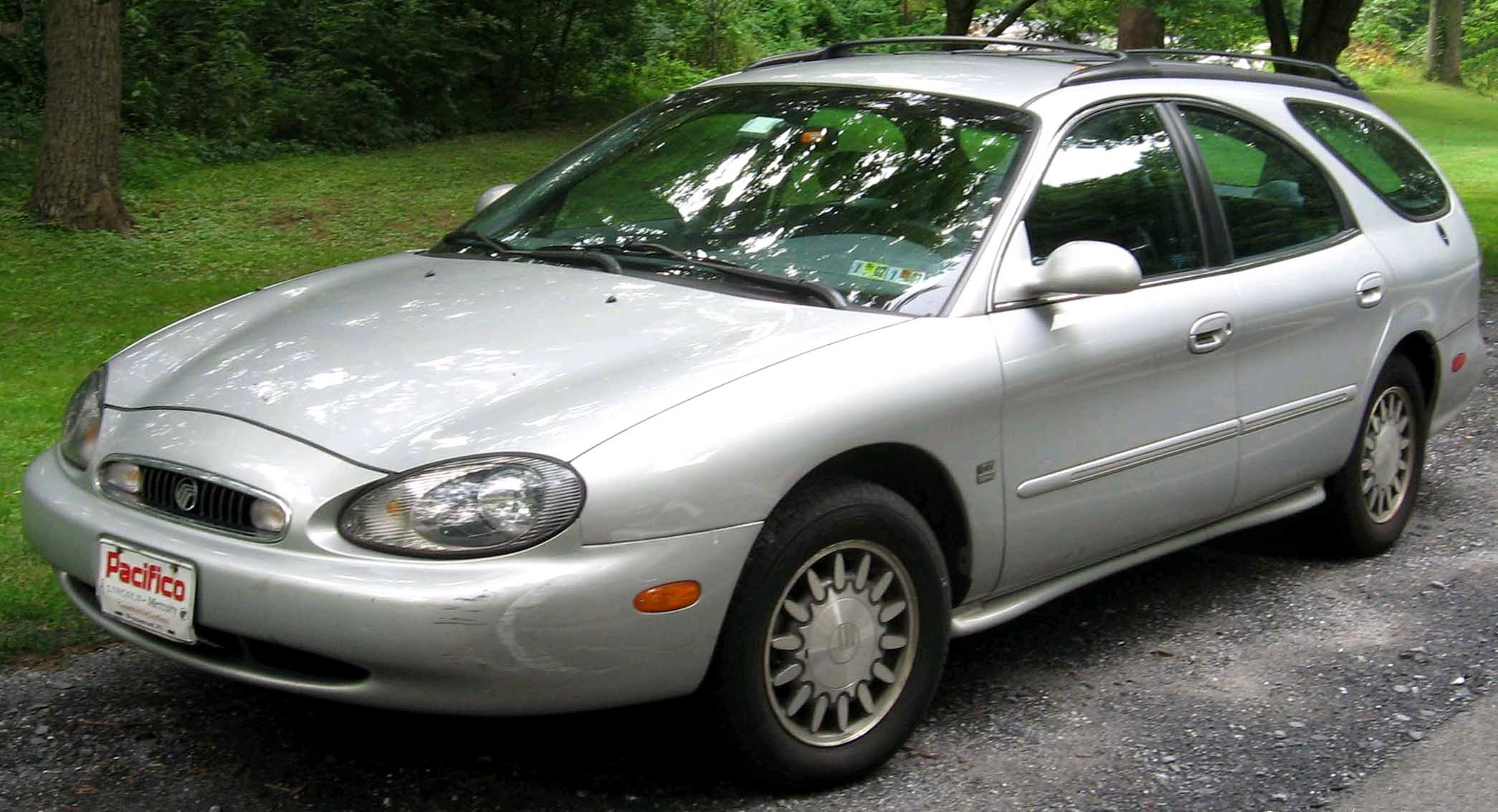
3세대 세이블 왜곤
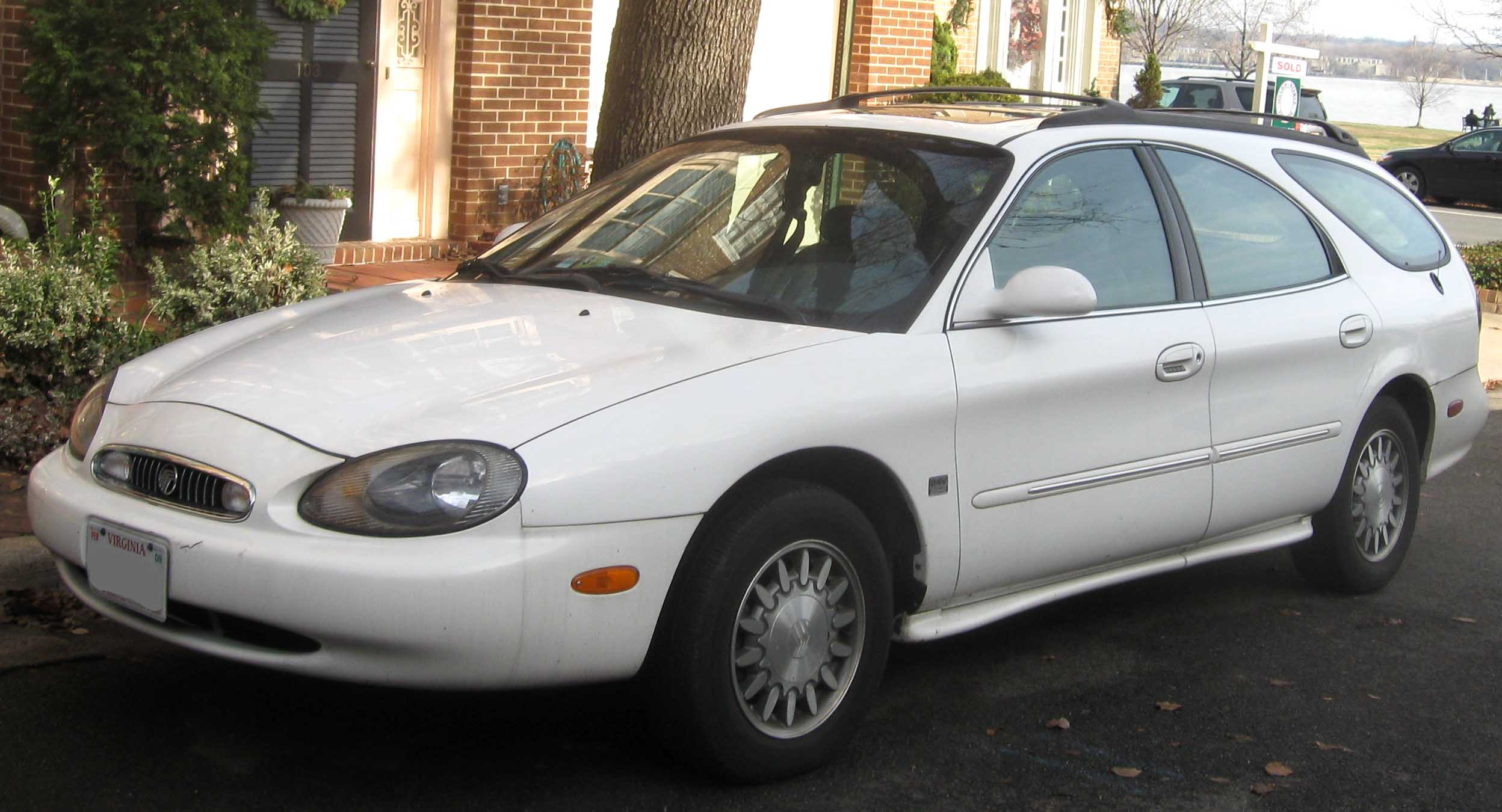
3세대 세이블 왜곤
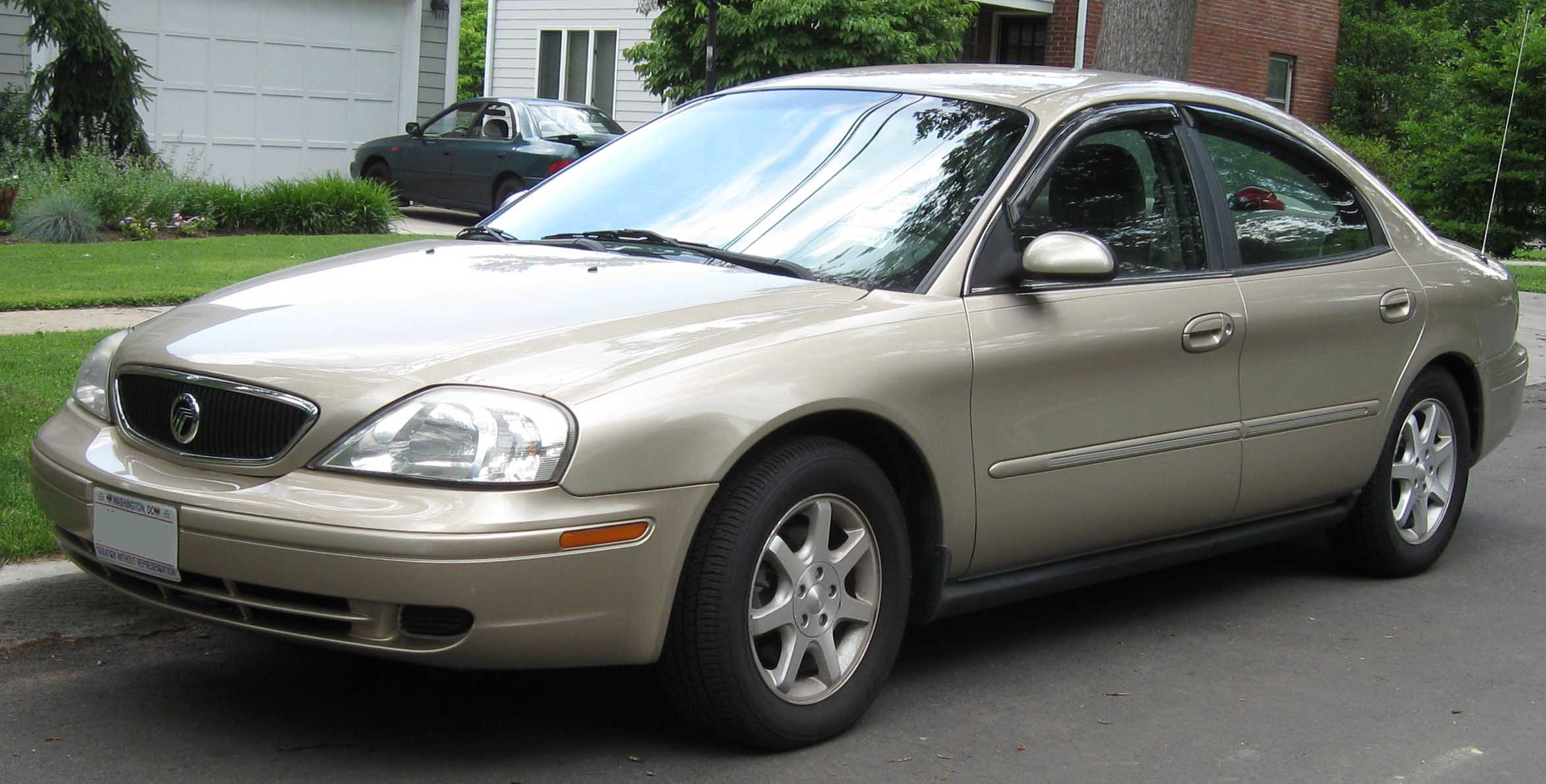
4세대 세이블 세단
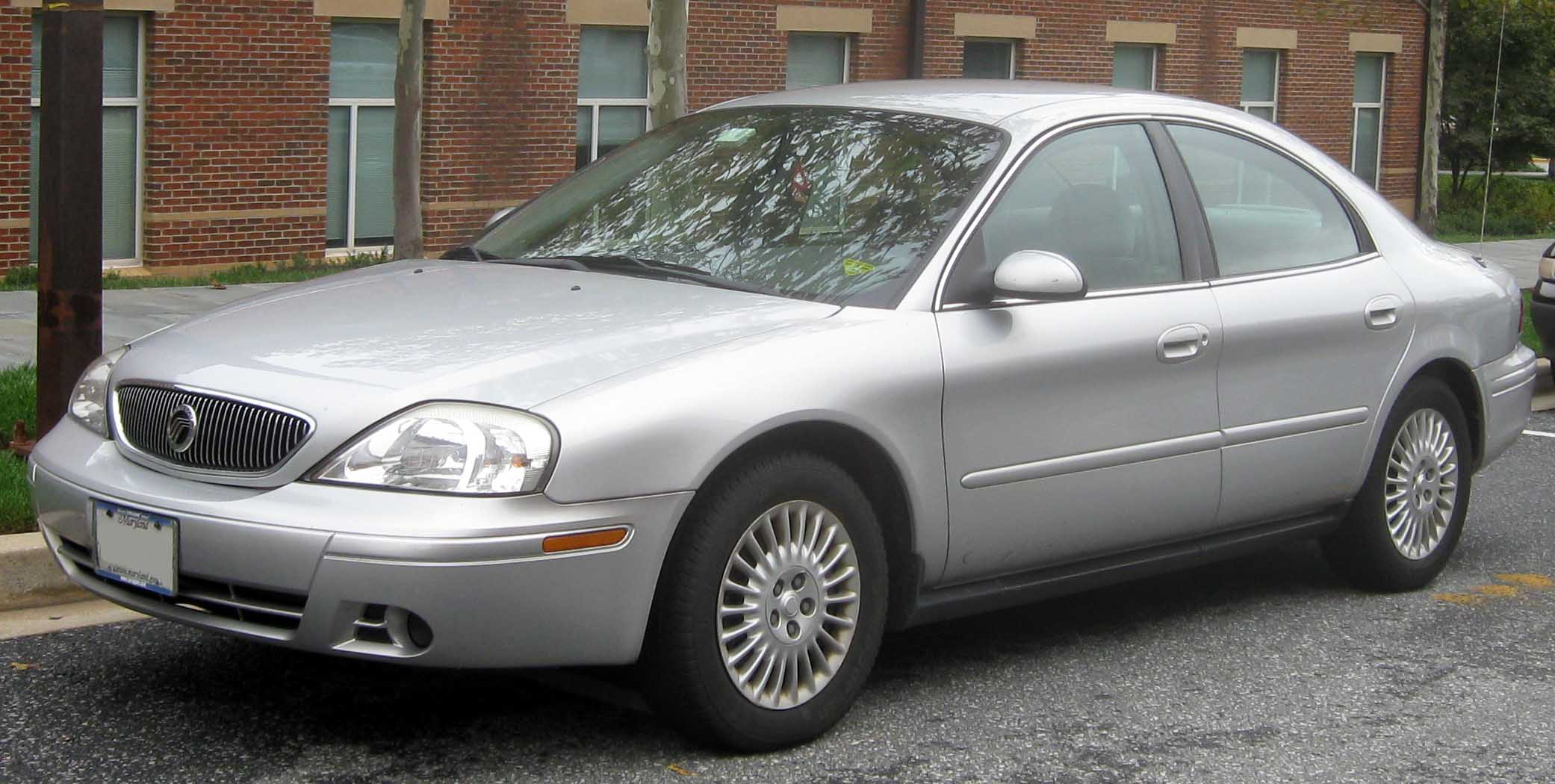
4세대 세이블 세단
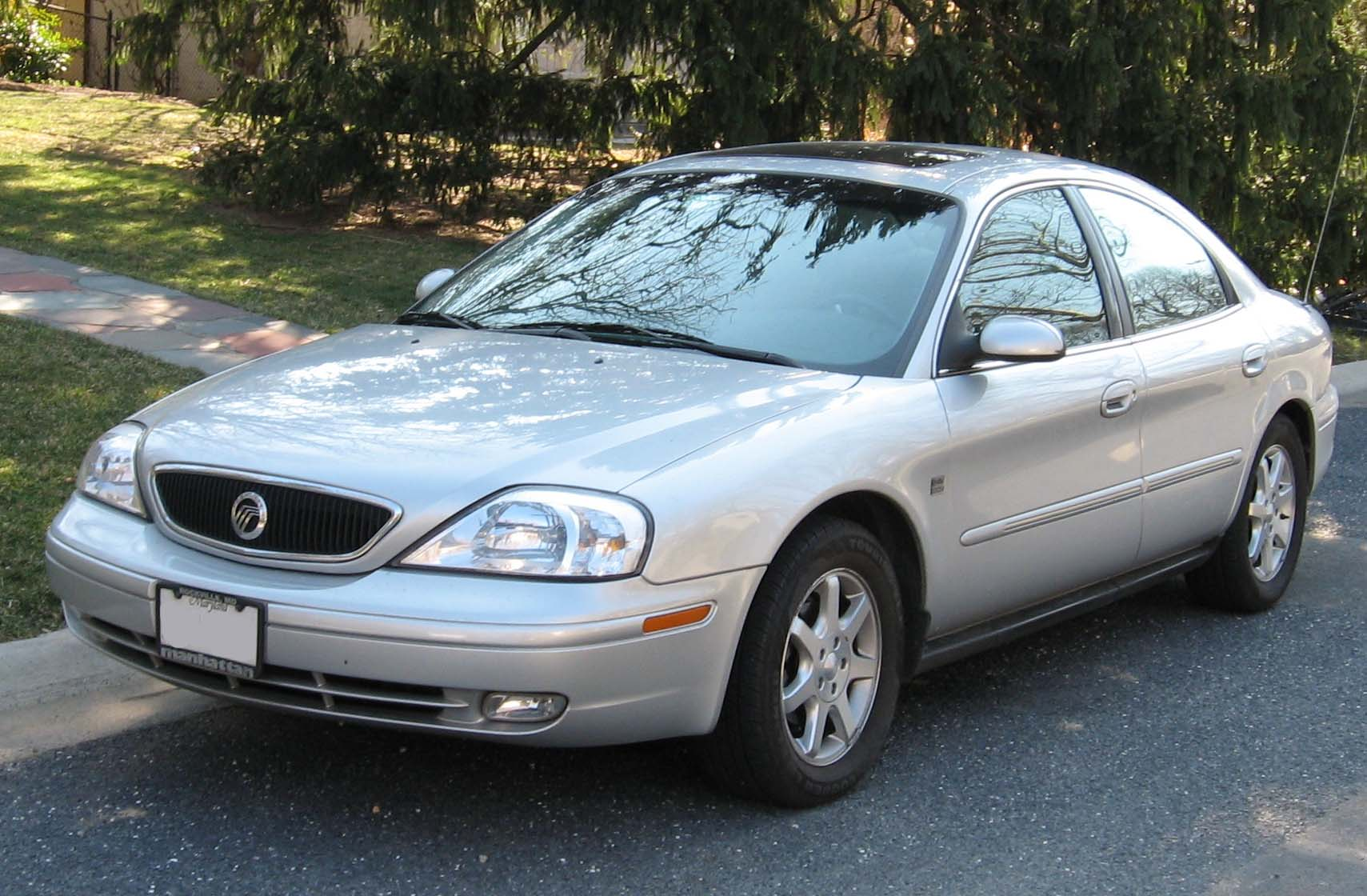
4세대 세이블 세단
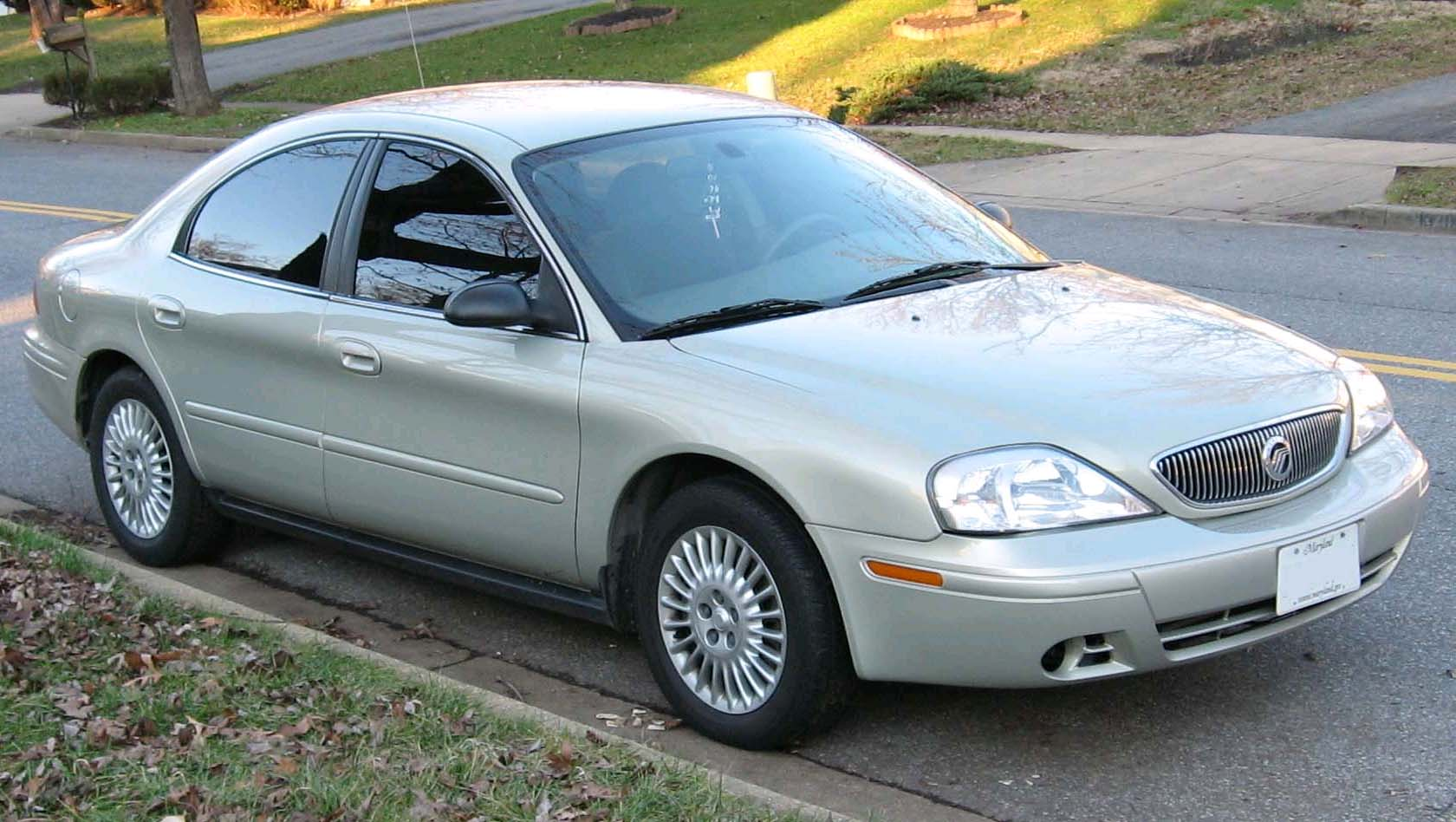
4세대 세이블 세단
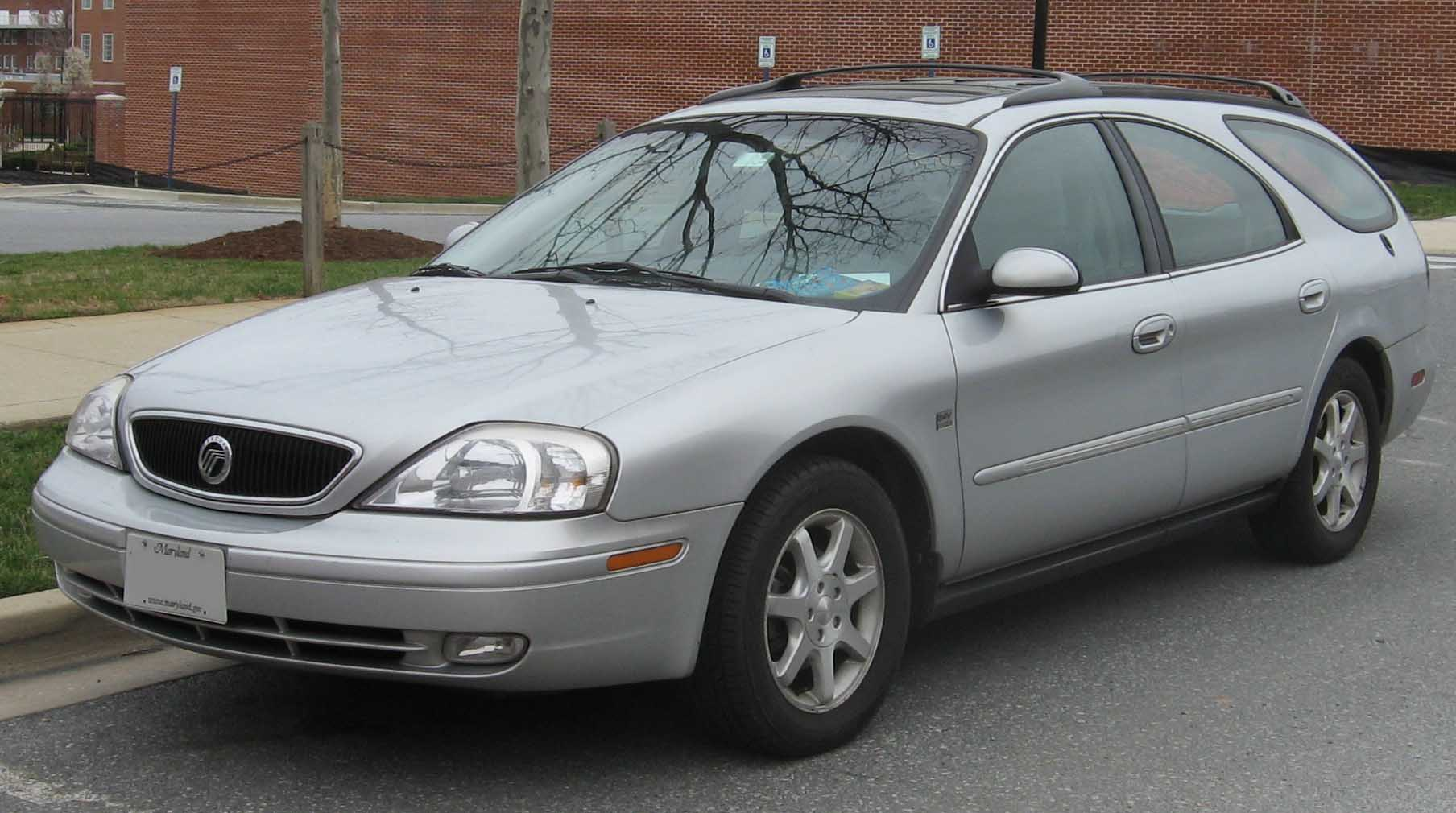
4세대 세이블 왜곤
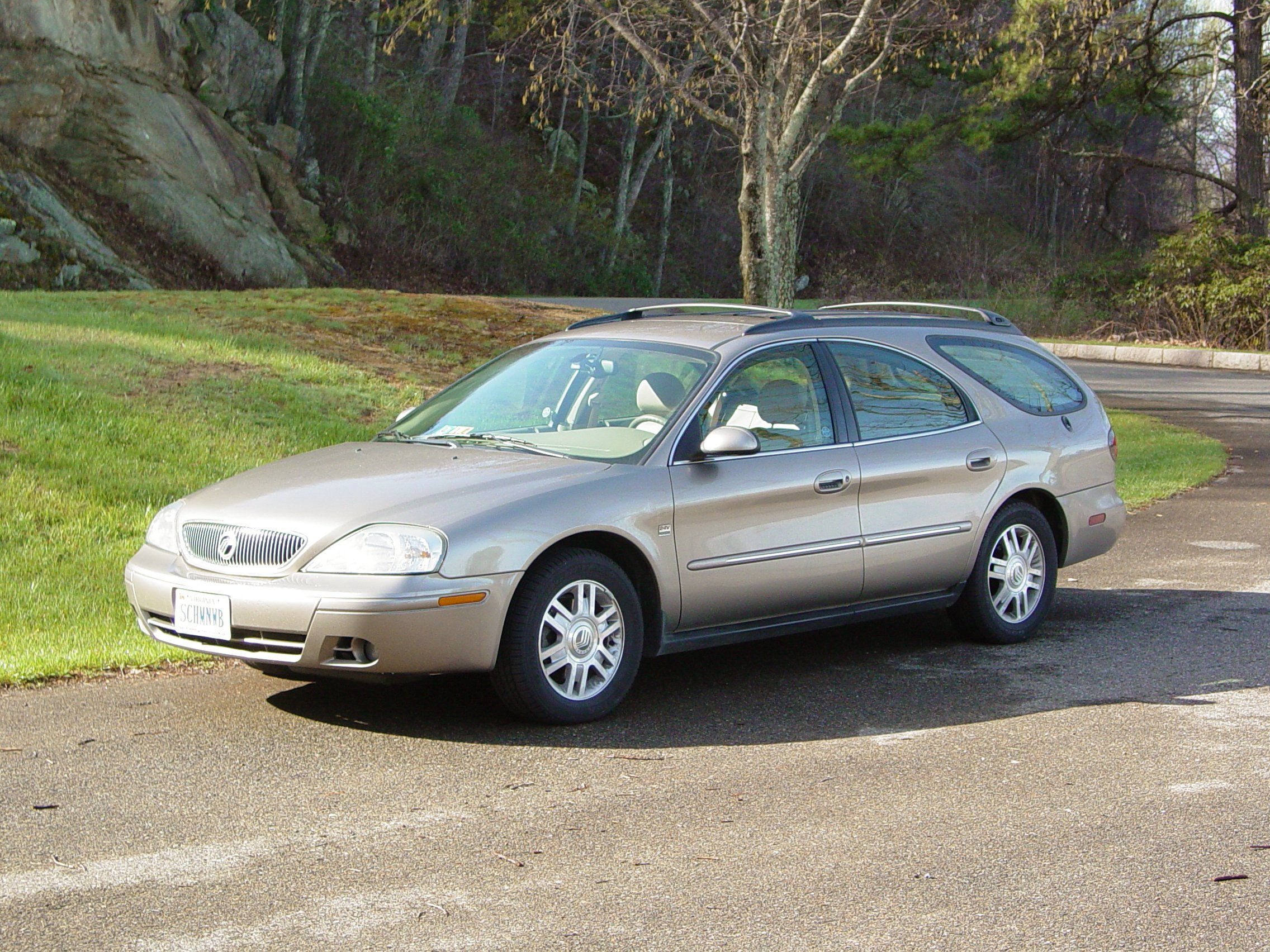
4세대 세이블 왜곤
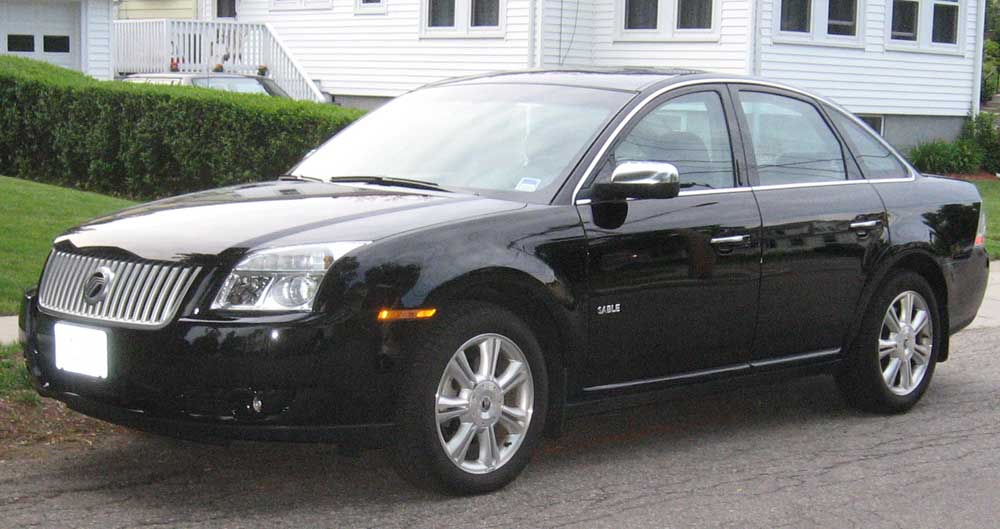
5세대 세이블 세단
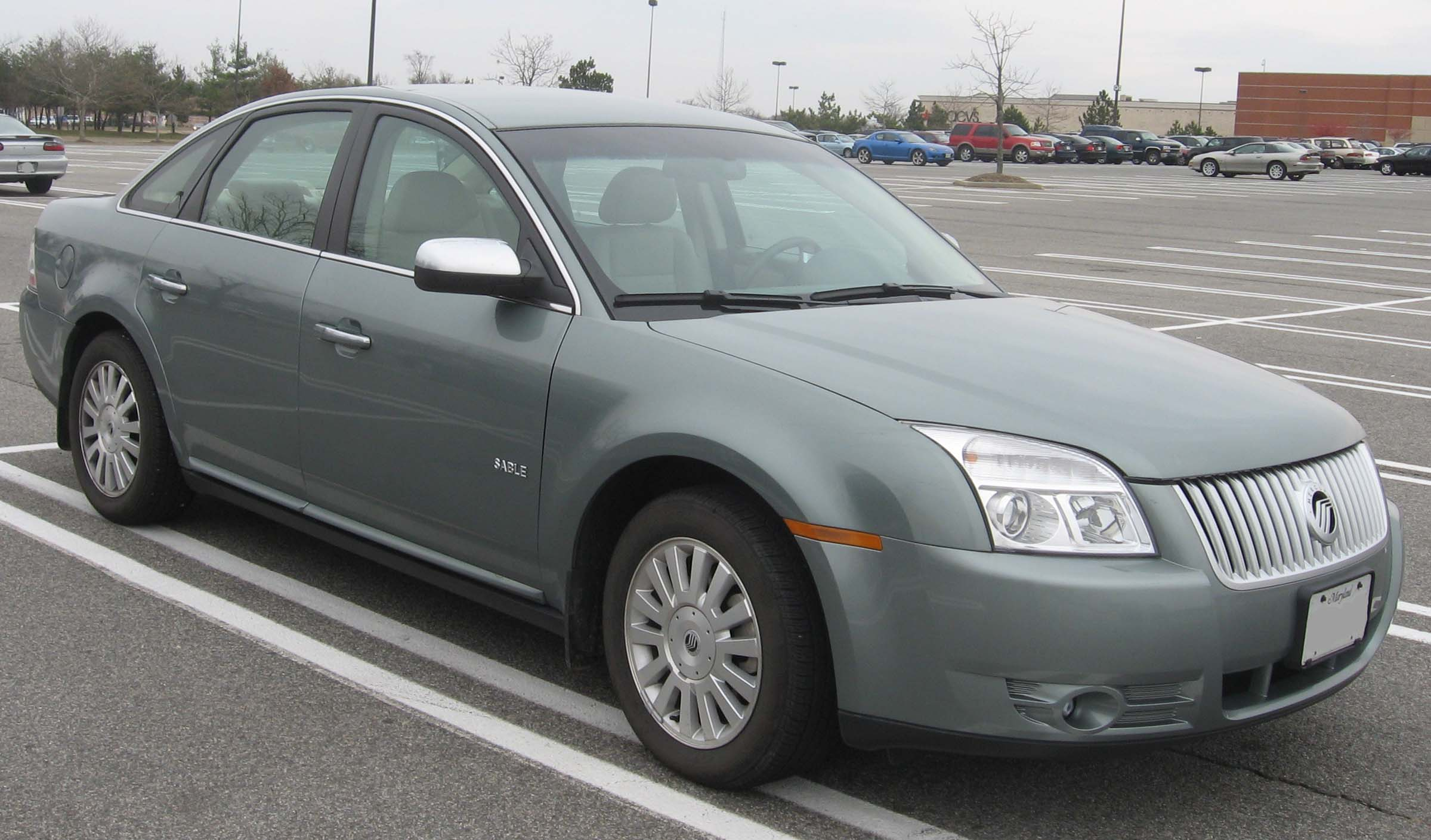
5세대 세이블 세단
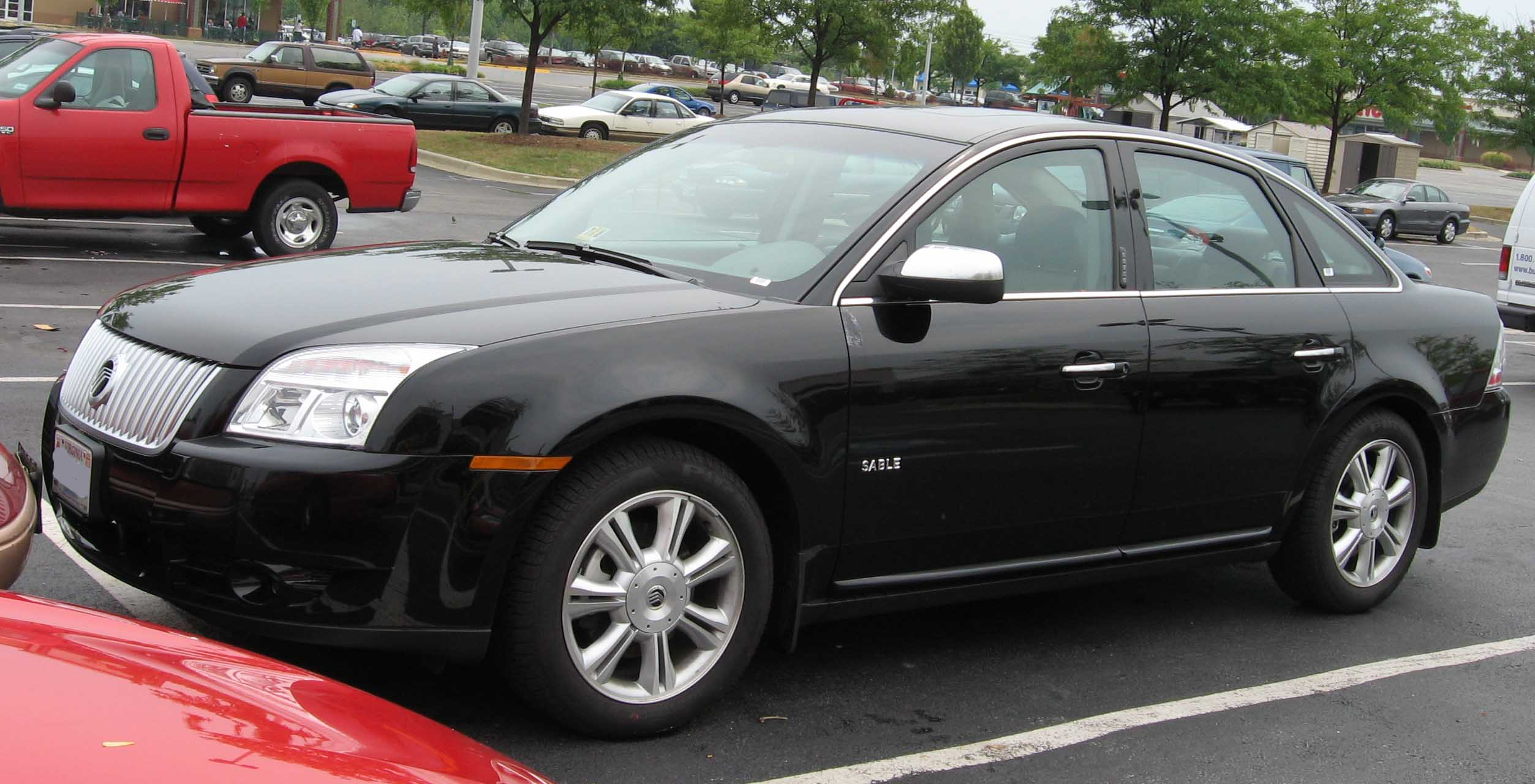
5세대 세이블 세단
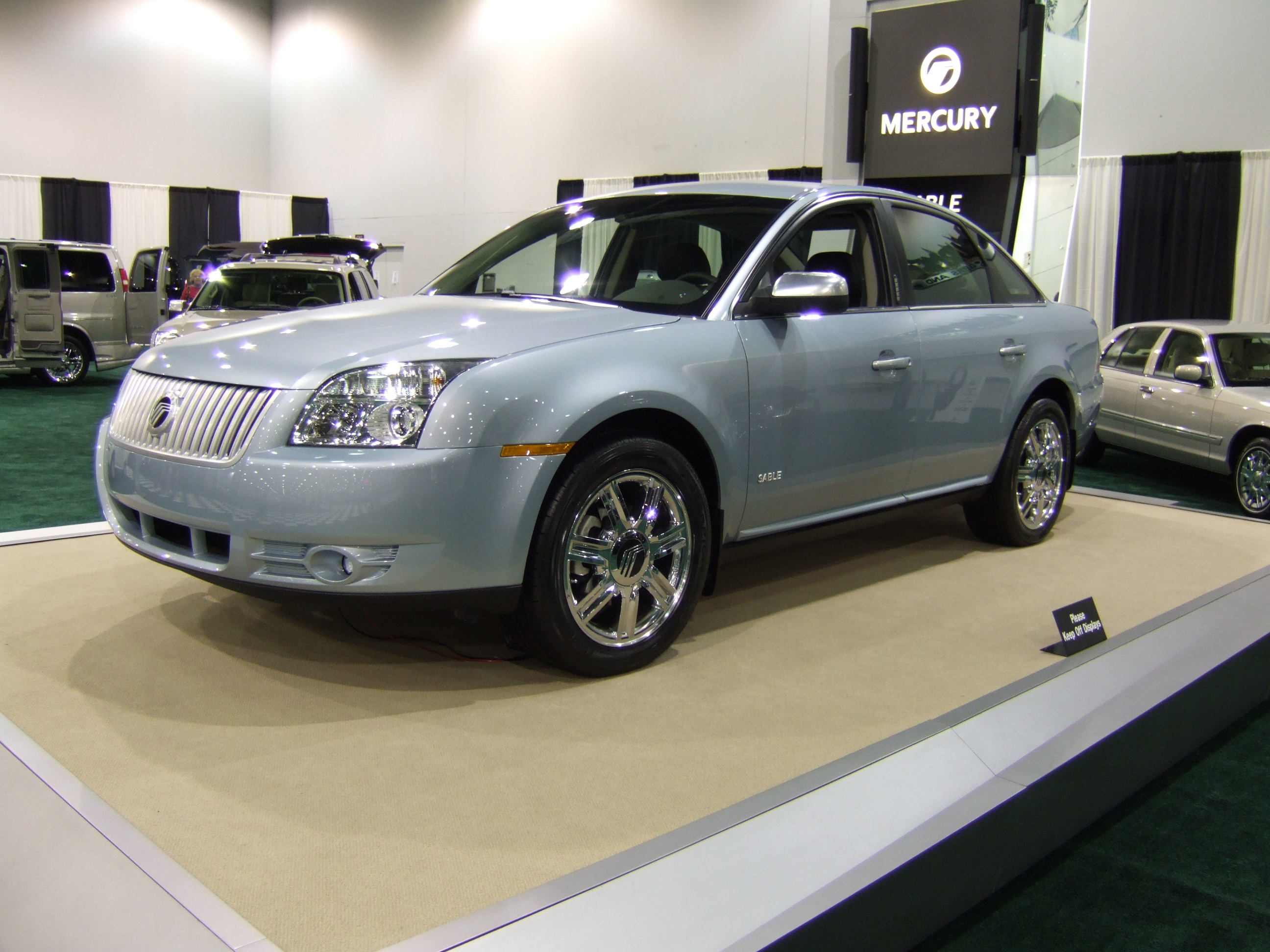
5세대 세이블 세단